# بيورن داهل
بيورن داهل (بالنرويجية البوكمول: Bjørn Dahl)‏ (17 أبريل 1978 في النرويج - ) هو لاعب كرة قدم نرويجي في مركز الدفاع. شارك مع منتخب النرويج تحت 21 سنة لكرة القدم ومنتخب النرويج لكرة القدم. أما مع النوادي، فقد لعب مع نادي بران ونادي فيكينغ وLøv-Ham Fotball ‏ وOs TF ‏ وHønefoss BK ‏.

## وصلات خارجية
- بيورن داهل على موقع اتحاد النرويج (النرويجية)
- بيورن داهل على موقع قاعدة بيانات كرة القدم.إي يو (الإنجليزية)
- بيورن داهل على موقع عالم كرة القدم.نت (الإنجليزية)